# Pihtije

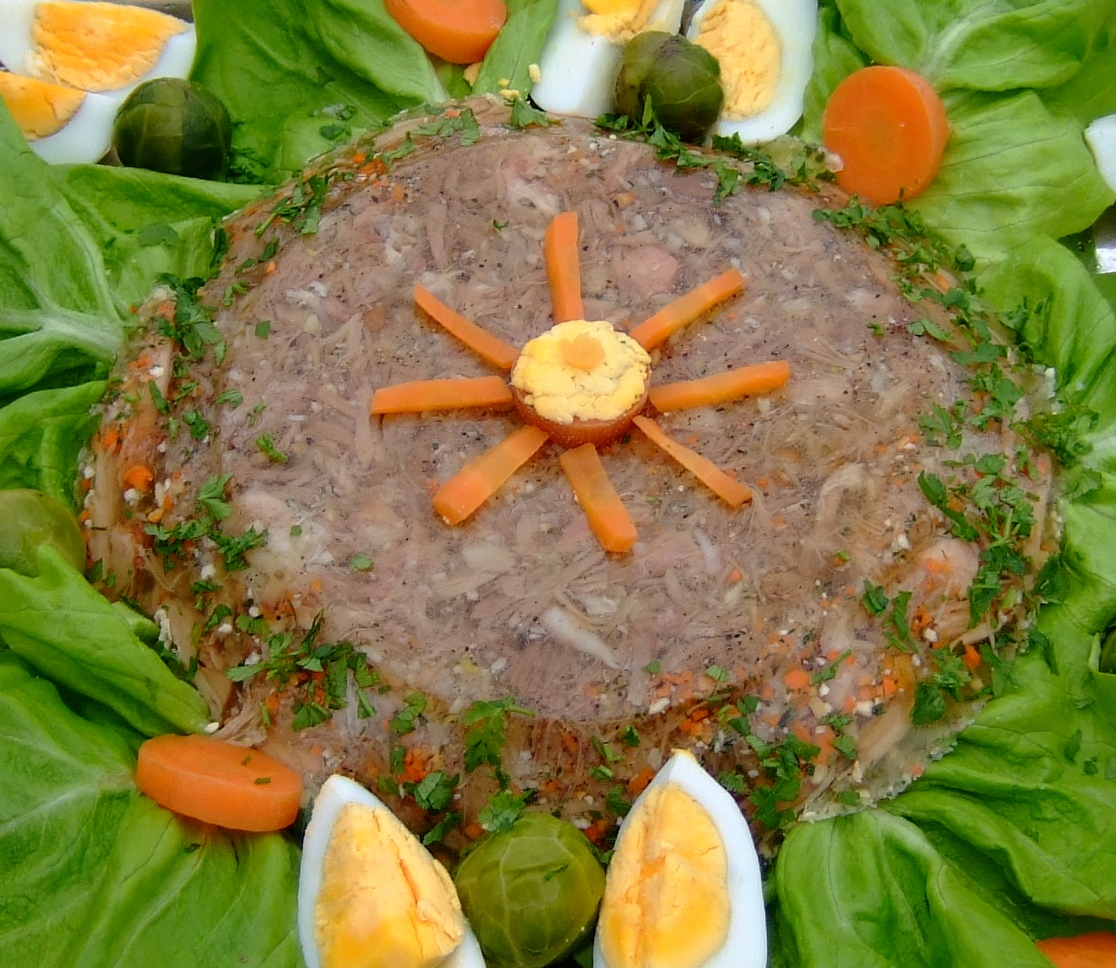
Pihtije sobre lechuga con huevos.

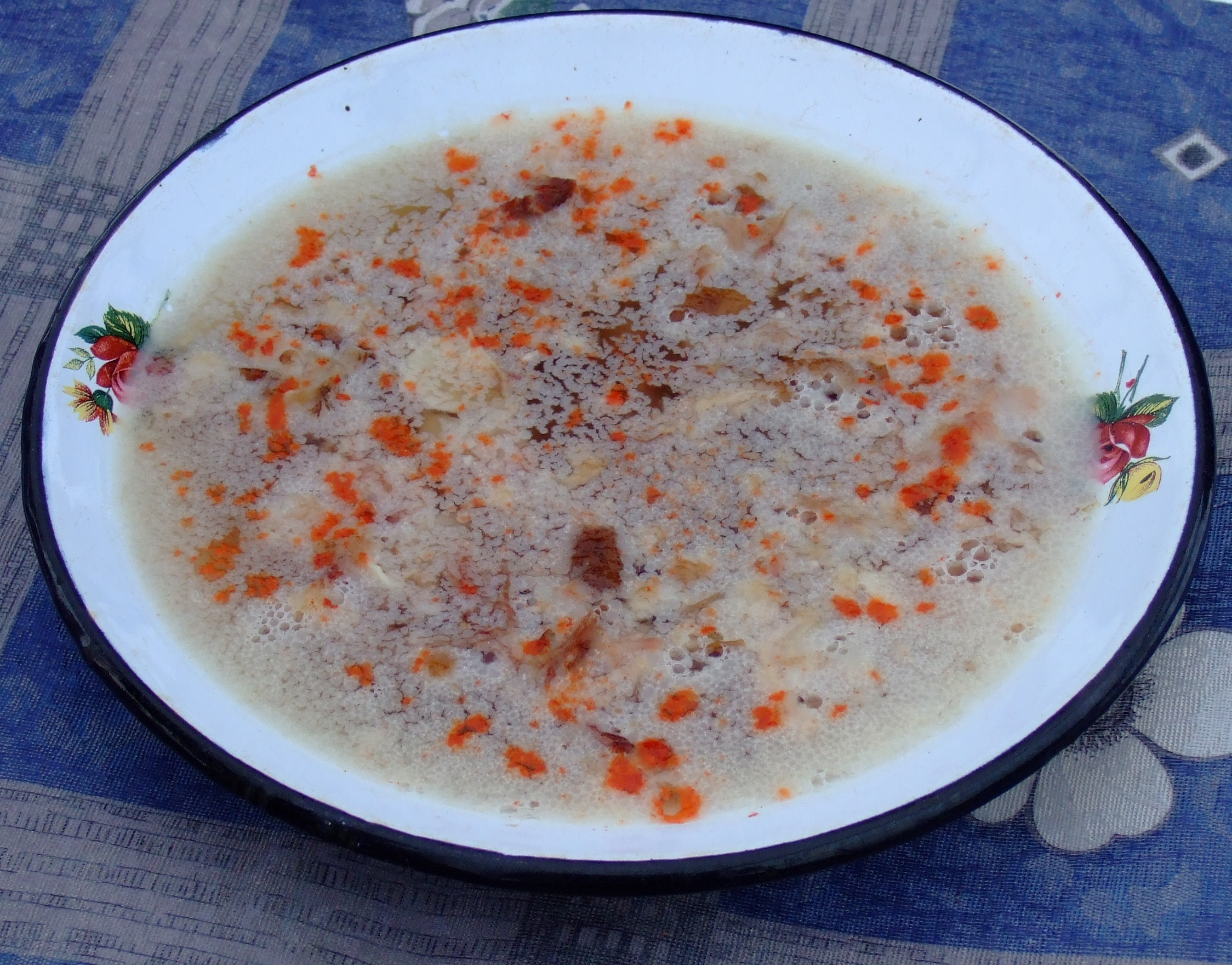
Pihtije con pimentón.

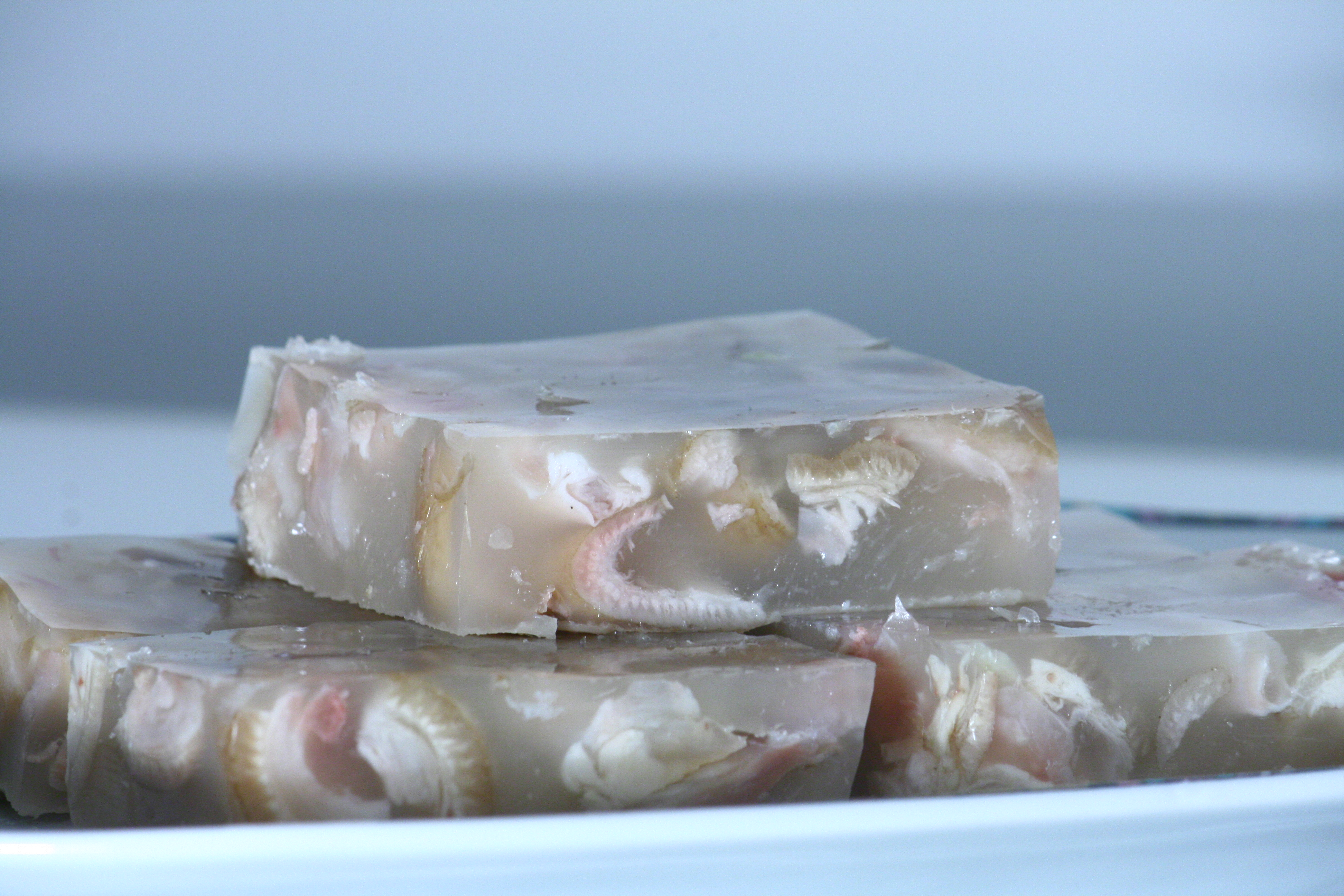
Cubos de pihtije.

Las pihtije son un plato típico de la Gastronomía de Serbia (aunque también presente en la gastronomía de los países vecinos) parecido al áspic, hecho generalmente con carne de cerdo de calidad inferior, como cabeza, pierna o jarrete, en forma de pastel gelatinoso semiconsistente. Algunas recetas incluyen también carne ahumada.
Las pihtije suelen ser un plato secundario de una comida serbia tradicional o incluso aperitivo, aunque a veces pueden servirse como plato principal. Suelen acompañarse con turšija (verdura encurtida fría, normalmente rábano picante, pimiento morrón, guindillas, tomates verdes o repollo/chucrut).
La receta exige limpiar la carne, lavarla y hervirla poco tiempo, no más de 5–10 minutos, para quitar las impurezas. Entonces se cambia el agua y se añaden verduras y especias (normalmente pimienta, hoja de laurel, cebolla, zanahoria y apio). Se cuece la mezcla hasta que la carne empiece a despegarse sola de los huesos, momento en el que se filtra el caldo, se agrega la carne deshuesada del mismo y se vierte en recipientes poco hondos.
Opcionalmente se añade pimentón, ajo, rodajas finas de zanahoria y pimiento verde o algo similar para decorar. Se dejan reposar en un lugar frío, como un refrigerador o fuera si el tiempo es lo suficientemente frío (se trata de un plato tradicionalmente invernal). Después de cuajar suelen cortarse en cubos (a menudo se dice que las pihtije si son buenas se «cortan como el cristal»), de un tamaño uniforme. Estos cubos pueden espolvorearse con pimentón seco molido (aleva paprika) al gusto antes de servirlos.
Las pihtije son un plato típico para una comida de slava y se usan con frecuencia en otras ocasiones festivas de Serbia.